# Elmore (Australia)
Elmore – miasto w Australii, w stanie Wiktoria.